# Ваньо Костов
Ваньо Костов е бивш български футболист, полузащитник. Роден е на 7 септември 1952 г. в село Твърдица, родното място на легендата в борбата Никола Станчев.

## Кариера
Играл е за Черноморец, Локомотив (Бургас), Славия и Спортинг (Лисабон) (Португалия). Със Славия е носител на купата на страната през 1975 и 1980 г. Вицешампион през 1980 и бронзов медалист през 1975 г. Носител на Купа Интертото през 1977 г. Има 1 гол в турнира за Купата на носителите на купи.
Ваньо Костов е първият български футболист, играл в Португалия. В Спортинг печели Суперкупата на Португалия през 1982 г. Тъй като по това време за трансферите в чужбина отговаря дружеството Интерспорт, голяма част от заплатите на футболистите отиват за държавата. Поради тази причина Костов става „невъзвращенец“ и остава в Португалия. Играе за "лъвовете" в продължение на 3 сезона.
За националния отбор е изиграл 18 мача и е вкарал 1 гол.